# Bulería

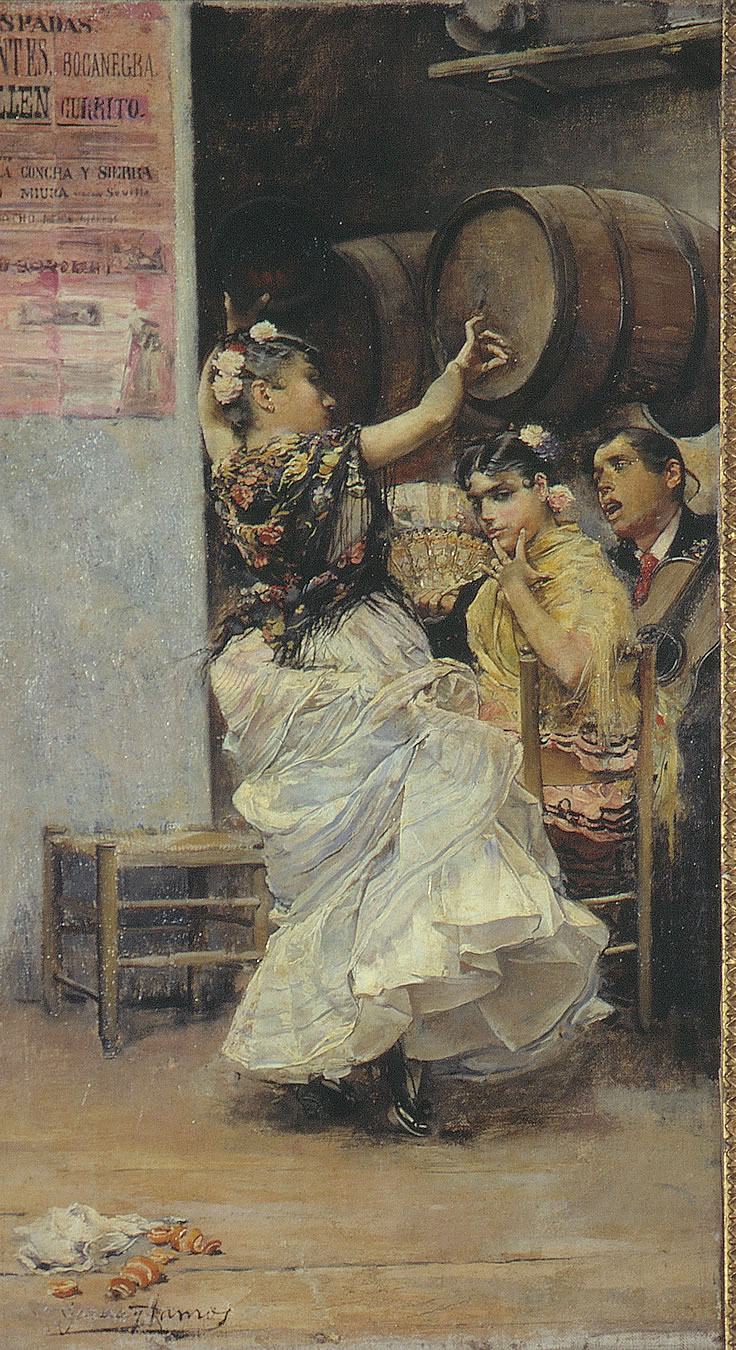
Baile por bulerías (1884) de José García Ramos. En el Museo de Bellas Artes de Sevilla.

Las bulerías son un palo (subgénero flamenco) que se caracteriza por su estilo vibrante, espontáneo y festivo. Las bulerías son un palo emblemático de Jerez de la Frontera, y otros núcleos fundamentales son Utrera y Cádiz. La característica más notable del compás por bulerías es su estructura de doce tiempos, por lo que a menudo se considera uno de los más complicados. Otra particularidad de la bulería es que admite improvisaciones métricas y musicales de todo tipo, una versatilidad que es necesaria para provocar su carácter alegre, divertido y espontáneo, aunque por lo general la copla es de tres o cuatro versos octosílabos.

## Etimología
Posiblemente provenga de «bullería», es decir, una gran «bulla», 'prisa o alboroto'. O quizá de «burlería», bien en el sentido de 'burla o broma', o bien, como 'griterío o jaleo'. Otras teorías proponen que viene de bolería ('bolero'), fulería ('fulero') o bulero ('timador').
Según Guillermo Castro, el término se empezó a utilizar en el siglo XVII, pero no adquiere su significado musical (flamenco) hasta principios del siglo XX.

## Origen
La teoría más aceptada es que las bulerías provienen del cante por soleá, del cual ha heredado su compás de doce tiempos pero con un ritmo más rápido y ligero. Las bulerías aparecen hacia finales del siglo XIX, y su núcleo fundacional se ubica en Jerez de la Frontera, provincia de Cádiz, y más en concreto en el barrio de Santiago. Algunos flamencólogos como Juan Vergillos señalan al cantaor El Loco Mateo como «inventor» de la bulería, ya que solía rematar la soleá con un compás más ligero y redoblado. El flamencólogo Luis López Ruiz dice que «los gitanos de Jerez son sus supremos portadores».
En origen, las bulerías eran llamadas chuflas o cantes por fiesta, y ni siquiera eran consideradas como un estilo flamenco, o al menos, se consideraban como la parte menos «jonda» del repertorio del cante, toque y baile flamencos. Sin embargo, gracias a la labor de artistas como La Niña de los Peines o Manuel Vallejo en primer lugar, y de Camarón y Paco de Lucía después, la bulería se popularizó en el último tercio del siglo XX, convirtiéndose en uno de los palos más famosos y reconocibles. La primera bulería grabada es precisamente de Pastora Pavón, en 1910, aunque de cuatro años antes existe otra grabación de El Pena que está rotulada como «chuflas» pero que se tratan de una bulería en toda regla.
Aunque antes se creía que la primera aparición de este nuevo concepto surgió con el cuadro de José García Ramos (1852-1912) que se conserva en el Museo de Bellas Artes de Sevilla y se tituló "Baile por bulerías" (1884), hoy sabemos que no es así, pues este cuadro tuvo varios títulos anteriores, como "El tango", "Bailarina" o "El baile", y no se le empezó a llamar "Baile por bulerías" hasta la segunda mitad del siglo XX.
Hoy en día, casi invariablemente se rematan los tablaos o fiestas flamencas con una bulería, aunque en otro tiempo no fue así.

## Características

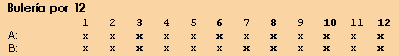
El compás de bulerías tiene 12 tiempos. Ejemplo para dos palmeros.

Las bulerías son un palo bullicioso, fiestero y alegre del flamenco. Se distinguen por su ritmo rápido y redoblado compás que se presta más que otros cantes al jaleo y las palmas. Suelen ser el baile con el que se remata toda juerga flamenca (donde formando un semicírculo y de uno en uno, los intérpretes van saliendo a bailar una parte de la pieza musical).
Se distinguen por su ritmo rápido y redoblado a compás 6/8 y 3/4 que admite mejor que ningún otro estilo gritos de alegría y expresivas voces de jaleo. Sin embargo, las más flamencas (con más pellizco) se encuentran en modo frigio (Con la mutación del acorde I que se convierte en Perfecto Mayor, suele conjugar los giros melódicos y armónicos sobre el I y el VI).
De la bulería destacan dos variantes:
- Bulerías al golpe o por soleá, de ritmo más lento
- Bulerías ligadas, para bailar

La bulería es uno de los palos más complejos tanto de cante como de guitarra.

## Intérpretes destacados
Destacan entre otros los siguientes cantaores:
- La Niña de los Peines
- Camarón de la Isla
- Fernando de la Morena
- José Mercé
- La Paquera de Jerez
- Manuel Molino
- Luis el de la Pica
- Terremoto de Jerez
- Antonia La Negra

También destacan los guitarristas:
- Sabicas
- Juan Santiago Maya
- Paco de Lucía
- Vicente Amigo
- Moraíto Chico
- Manuel Morao
- Niño Miguel
- Tomatito
- Paco Cepero
- Diego del Morao
- Berk Gürman
- Paco Peña